# Liber de fine
El Liber de maiore fine intellectus amoris et honoris (abreujat com a Liber de fine; Llibre sobre el fi major de la intel·ligència: l'amor i l'honor, en català) és una obra política escrita per Ramon Llull a Montpelier al (1305). L'obra tracta de la predicació als "infidels" i d'una croada militar a Terra Santa; en general respon als canvis polítics de l'època.

## Contingut
El tema més important que tracta l'obra és el de la predicació. Fa referència al "model dels apòstols" i a fundacions d'escoles on considera els destinataris de la missió: musulmans, jueus, cristians orientals i tàtars. El segon tema és el d'una croada militar on parla del cap director de la croada i l'itinerari de l'expedició. També parla sobre un "rei batallador" i veu la ruta d'Hispània i Àfrica del Nord l'única viable.